# كاراتسو (ساغا)
مدينة كاراتسو (بالإنجليزية: Karatsu)‏ هي أحد المدن التابعة لمحافظة ساغا. تأسست رسميًا في 01/01/2005. ويقدر عدد سكانها بـ 129194 نسمة حسب تقدير مكتب الإحصاء الياباني لعام 2012. تبلغ مساحة كاراتسو 487.45 كم2. بكثافة سكانية تبلغ 265 نسمة/كم2.

## توأمة
لكاراتسو (ساغا) اتفاقيات توأمة مع:
- يوسو

## أعلام
- ماساو فوجي
- أكيرا ناريتا
- ياسوشي فوروكاوا
- شيغه-رو هوري